# Alfred Kałuziński
Alfred Józef Kałuziński (Cracóvia, 21 de dezembro de 1952 - 4 de setembro de 1997) foi um handebolista profissional polaco, medalhista olímpico.
Alfred Kałuziński fez parte do elenco medalhista de bronze das Olimpíadas de Montreal, em 1976. Ele jogou cinco partidas anotando 21 gols.